# Cross the Divide (singolo)
Cross the Divide è un singolo del gruppo musicale olandese Epica, pubblicato il 30 gennaio 2025 come secondo estratto dal loro nono album in studio, Aspiral.

## Descrizione
Sulle piattaforme di streaming, il singolo include sia la traccia Cross the Divide sia il singolo precedente, Arcana. Il suo testo è stato ispirato dal film Interstellar.

## Promozione
Contestualmente alla pubblicazione del brano, è stato diffuso un videoclip diretto da Remko Tielemans e che prosegue dal finale di quello di Arcana. Lo stesso giorno sono inoltre stati svelati titolo, copertina, lista delle tracce e data di pubblicazione dell'album Aspiral. Il 14 febbraio è stato diffuso anche il lyric video di Cross the Divide.

## Tracce
1. Cross the Divide – 4:18 (testo: Simone Simons – musica: Rob van der Loo, Epica)
2. Arcana – 5:02 (testo: Simone Simons – musica: Rob van der Loo, Epica)